# Atractia fulvipes
Atractia fulvipes är en tvåvingeart som beskrevs av Hermann 1912. Atractia fulvipes ingår i släktet Atractia och familjen rovflugor. Inga underarter finns listade i Catalogue of Life.